# پول این پول
پول این پول (به هندی: Paisa Yeh Paisa) فیلمی محصول سال ۱۹۸۵ و به کارگردانی سوهانلال کانوار است. در این فیلم بازیگرانی همچون جکی شروف، میناکشی سشادری، دون ورما، نوتان، آمریش پوری، گلشن گروور ایفای نقش کرده‌اند.